# Philip Davis
Philip Edward Davis (ur. 7 czerwca 1951 w Nassau) – bahamski polityk. W latach 2012–2017 wicepremier Bahamów, a od 17 września 2021 roku premier Bahamów.

## Życiorys

### Kariera Polityczna
Urodził się 7 czerwca 1951 w stolicy Bahamów, Nassau. W latach 1992–1997 oraz od 2002 roku jest członkiem Izby Zgromadzenia. Był wicepremierem i ministrem robót publicznych i rozwoju miast w latach 2012–2017 w gabinecie Perry’ego Christie. Po utracie władzy przez Postępową Partię Liberalną, której w latach 2017–2021 był liderem, przestał być wicepremierem. Po sukcesie partii w wyborach w 2021 roku został 17 września 2021 roku premierem w miejsce Huberta Minnisa.

### Życie prywatne
Jego żoną jest Anne-Marie Davis, z którą ma szóstkę dzieci. Jest wyznawcą anglikanizmu.